# Diocèse de Luoyang

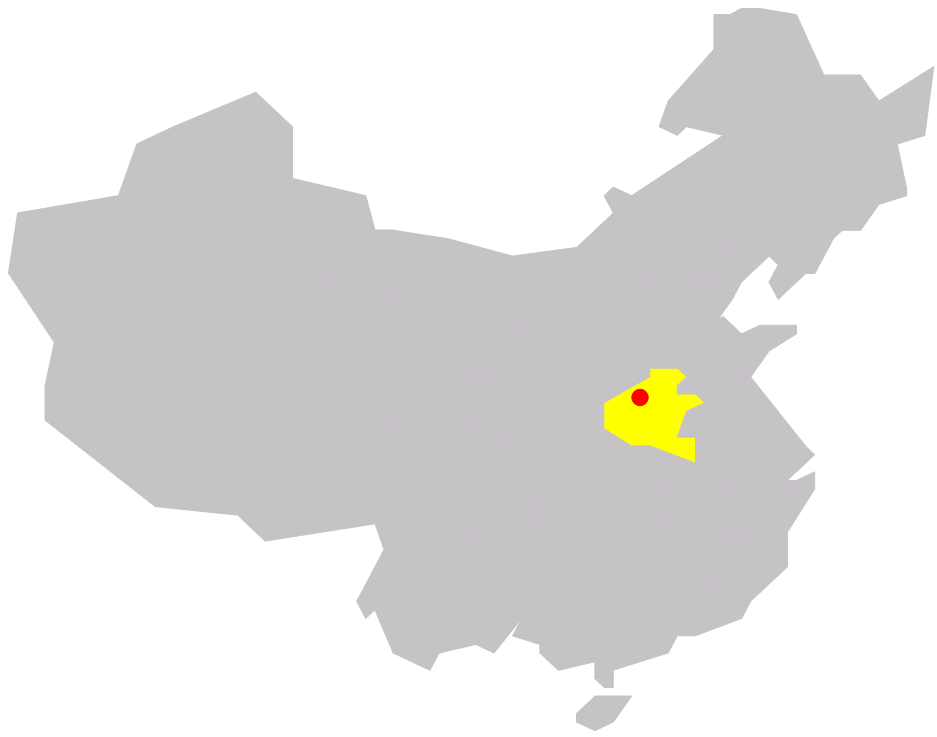
Luoyang en Chine

Le diocèse de Luoyang (Dioecesis Loiamensis) est un siège de l'Église catholique en République populaire de Chine suffragant de l'archidiocèse de Kaifeng. Le siège est vacant.

## Territoire
Le diocèse comprend une partie de la province du Henan.
Le siège épiscopal se trouve à Luoyang, à la cathédrale de la Mère-de-Dieu.

## Histoire
La préfecture apostolique de Luoyang est érigée le 25 mai 1929 par le bref Nobis ex alto de Pie XI, recevant son territoire du vicariat apostolique de Zhengzhou (aujourd'hui diocèse). Elle est confiée aux missionnaires italiens des Missions étrangères de Parme (xavériens).
Le 28 janvier 1935, la préfecture apostolique est élevée au rang de vicariat apostolique par la bulle Succrescente in dies du même Pie XI.
Le 11 avril 1946, le vicariat est élevé en diocèse par la bulle Quotidie Nos de Pie XII.
Le 10 septembre 1987, un évêque « clandestin » (c'est-à-dire non reconnu par les autorités communistes) est consacré en la personne de Mgr Pierre Li Hongye. Celui-ci a passé trente ans en prison de 1953 à 1983; il est emprisonné à nouveau en 1994, puis en 2001 et se trouve ensuite en résidence surveillée à son domicile jusqu'à sa mort survenue pendant la veillée pascale du 23 avril 2011. À la fin du XXe siècle, la communauté catholique de Luoyang comptait malgré les persécutions environ 4 000 fidèles avec un seul prêtre connu. Au début du XXIe siècle, elle compterait six prêtres (dont cinq récemment ordonnés) pour 5 000 fidèles. Les protestants sont beaucoup plus nombreux dans la région, comme partout en Chine.

## Ordinaires
- Assuero Teogano Bassi, S.X. † (9 janvier 1930 - 8 novembre 1970 décédé)
  - Sede vacante
  - Pierre Li Hongye † (10 septembre 1987 - 23 avril 2011 décédé)

## Statistiques
Le diocèse comptait 10 122 baptisés en 1950 pour une population de 3 millions d'habitants (0,3%).